# Chromatomyia ixeridopsis
Chromatomyia ixeridopsis este o specie de muște din genul Chromatomyia, familia Agromyzidae, descrisă de Griffiths în anul 1977. Conform Catalogue of Life specia Chromatomyia ixeridopsis nu are subspecii cunoscute.